# زلوف
زلوف (به لاتین: Zelów) یک شهرک در لهستان است که در شهرستان بوخاتوف واقع شده‌است.

## خصوصیات
زلوف ۱۰٫۷۵ کیلومترمربع مساحت و ۸٬۱۷۳ نفر جمعیت دارد.

## خواهرخوانده
شهر نوین‌هاوس خواهرخواندهٔ زلوف هست.